# Concursul Muzical Eurovision 2017
Concursul Muzical Eurovision 2017 a fost cea de-a 62-a ediție anuală a Concursului Muzical Eurovision. Concursul a avut loc la Centrul Internațional de Expoziții din Kiev, după victoria Ucrainei la concursul din 2016 în Stockholm cu melodia „1944”, interpretată de Jamala. Aceasta a fost a doua oară când Ucraina a găzduit concursul, după 2005, și al patrulea eveniment Eurovision, după găzduirea în 2009 și 2013 a Concursului Muzical Eurovision Junior. Concursul a avut două semifinale, pe 9 și 11 mai, și finala pe 13 mai 2017. Competiția a fost câștigată de către Portugalia cu piesa „Amar Pelos Dois”, interpretată de Salvador Sobral, locul al doilea a fost ocupat de Bulgaria, cu piesa "Beautiful Mess" a lui Kristian Kostov, iar locul 3 a fost ocupat de Republica Moldova, cu piesa "Hey, Mamma!" interpretată de SunStroke Project.
În acest an, 42 de țări și-au anunțat în mod oficial participarea în concurs. Portugalia și România s-au întors în concurs după un an de absență, în timp ce Bosnia și Herțegovina s-a retras din competiția de anul acesta din motive financiare. Rusia și-a anunțat, de asemenea, retragerea după ce interpretei Iulia Samoilova i-a fost interzis accesul în Ucraina după ce ar fi intrat ilegal în Crimeea, regiune anexată de Rusia în 2014.

## Loc de desfășurare
La început șase orașe și-au exprimat dorința de a organiza concursul: Dnipro, Harkiv, Herson, Kiev, Liov și Odesa. Încă patru orașe și-au exprimat dorința de a găzdui concursul (Cerkasî, Irpin, Ujhorod și Vinnîțea), însă acestea nu s-au exprimat în mod oficial, astfel că s-au retras. Primarul orașului Odesa, Ghenadie Truhanov, și-a exprimat interesul în organizarea competiției. De asemenea, primarul capitalei Kiev și-a exprimat interesul în organizarea competiției, numind Stadionul Olimpic din Kiev ca fiind una dintre posibilele săli. Mai târziu alte patru orașe și au exprimat interesul pentru a organiza concursul. Acestea sunt: Liov, Harkiv, Herson și Dnipro. În cursa pentru a găzdui concursul au mai rămas orașele Kiev, Dnipro și Odesa.
După câteva întarzieri, UA:PBC a anunțat pe 8 septembrie că în decursul zilei de 9 septembrie se vor întalni cu Guvernul Ucrainei și vor anunța printr-o conferința de presă orașul gazdă. Kiev a fost anunțat orașul gazdă al concursului, Centrul Internațional de Expoziții din Kiev urmând să găzduiască evenimentul.
Următoarele criterii de selecție au fost evidențiate pentru selectarea orașelor-gazdă:
- Locul de desfășurare trebuie să aibă o capacitate de cel puțin 7.000 de locuri sau, în mod ideal, 10.000 de locuri.
- Un centru de presă internațională trebuie să fie prezent în locul de desfășurare și trebuie să găzduiască cel puțin 1.550 de jurnaliști.
- De asemenea, trebuie să fie locuri pentru cel puțin 3.000 de participanți, prevăzute pentru ceremonia de deschidere și de închidere.
- Orașul trebuie să aibă camere de hotel la standarde europene. Trebuie să fie 2.000 de camere libere, 1.000 pentru delegațiile participante și 1.000 pentru media.
- Orașul ales trebuie să garanteze securitate și siguranță pentru participanți, membrii delegației și oaspeți.
- Orașul-gazdă trebuie să dispună de infrastructură modernă și transport modern: un aeroport internațional, hoteluri etc.
- Orașul trebuie să fie unul ospitalier, cu influență culturală, și trebuie să reprezinte Ucraina.

Legendă
 †   Locul ales
 ‡   Finaliste
| Oraș   | Loc                                | Capacitate | Note |
| ------ | ---------------------------------- | ---------- | --- |
| Dnipro | DniproEuroArena                    | 9.500      | Propunerea a inclus și completa reconstrucție a Stadionului Meteor și a Complexului Sportiv Meteor, care urmau să fie gata în martie 2017. S-a retras după ce anunțarea orașului-gazdă a fost amânată de patru ori. |
| Harkiv | Stadionul Metalist                 | 40.003     | A găzduit trei meciuri de grupă ale UEFA Euro 2012. Ar fi necesitat construcții serioase, inclusiv adăugarea unui acoperiș.                                                                                         |
| Herson | Sala de Concerte „Iuvileinîi”      | 1.600      | Propunerea a inclus și extinderea și reconstrucția sălii, care ar fi durat aproximativ 7–8 luni. |
| Kiev   | Palatul Sporturilor                | 10.000     | A găzduit Concursul Muzical Eurovision 2005 și Concursul Muzical Eurovision Junior 2009. Ar fi interferat cu pregătirile pentru concurs campionatul de hochei pe gheață desfășurat între 22 și 28 aprilie 2017.     |
| Kiev   | Centrul Internațional de Expoziții | 13.000     | Centrul a fost inițial prezentat ca rezervă. Kievul a anunțat pe 24 august 2016 că aceasta este locația lor preferată pentru concurs.                                                                               |
| Liov   | Arena Liov                         | 34.915     | A găzduit trei meciuri de grupă din cadrul UEFA Euro 2012. Arena necesita construcția unui acoperiș. |
| Liov   | Locație neterminată                |            | O locație neterminată care trebuia să găzduiască EuroBasket 2015, însă a cărei construcție a fost oprită pe când aceasta era completată în proporție de 25%.                                                        |
| Odessa | Stadionul Ciornomoreț              | 34.000     | Propunerea a inclus și planuri de reconstrucție a stadionului, respectiv opțiunea de a instala un acoperiș retractabil.                                                                                             |

## Format

### Date preliminare
Datele preliminare pentru concurs au fost anunțate pe 14 martie 2016 la o ședință a șefilor de delegații în Stockholm. Semifinalele ar fi trebuit să aibă loc pe 16 și 18 mai 2017, iar finala pe 20 mai. Cu toate acestea, EBU a decis mutarea concursului cu o săptămână mai devreme, cu semifinalele pe 9 și 11 mai și finala pe 13. Această schimbare ar fi fost cerută de NTU pentru a nu coincide concursul cu Ziua Națională a Amintirii Deportărilor Tătarilor din Crimeea. 

### Repartizarea țărilor în semifinale
Ceremonia a avut loc la Sala Coloanelor, pe 31 ianuarie 2017, fiind găzduita de Timur Miroșnîcenko și Nika Konstantinova. Cei 37 de semifinaliști au fost împărțiți în 6 grupe, pe baza istoricului lor de votare, pentru a evita votul între vecini.
| Grupa 1    | Grupa 2   | Grupa 3     | Grupa 4  | Grupa 5    | Grupa 6  |
| ---------- | --------- | ----------- | -------- | ---------- | -------- |
| Albania    | Danemarca | Armenia     | Bulgaria | Australia  | Belgia   |
| Croația    | Estonia   | Azerbaidjan | Cipru    | Austria    | Irlanda  |
| Elveția1   | Finlanda  | Belarus     | Grecia   | Cehia      | Letonia  |
| Macedonia  | Islanda   | Georgia     | Moldova  | Malta      | Lituania |
| Muntenegru | Norvegia  | Israel      | România  | Portugalia | Olanda   |
| Serbia     | Suedia    | Rusia       | Ungaria  | San Marino | Polonia  |
| Slovenia   |           |             |          |            |          |

## Participanți

### Prima semifinală
Optsprezece țări au participat în prima semifinală. Italia, Marea Britanie și Spania au votat în această semifinală.
| Ordine | Țară        | Limbă      | Artist               | Cântec            | Traducere                | Loc | Puncte |
| ------ | ----------- | ---------- | -------------------- | ----------------- | ------------------------ | --- | ------ |
| 01     | Suedia      | engleză    | Robin Bengtsson      | "I Can't Go On"   | Nu pot continua          | 3   | 227    |
| 02     | Georgia     | engleză    | Tamara Gachechiladze | "Keep the Faith"  | Păstrează credința       | 11  | 99     |
| 03     | Australia   | engleză    | Isaiah               | "Don't Come Easy" | Nu este ușor             | 6   | 160    |
| 04     | Albania     | engleză    | Lindita              | "World"           | Lumea                    | 14  | 76     |
| 05     | Belgia      | engleză    | Blanche              | "City Lights"     | Luminile orașului        | 4   | 165    |
| 06     | Muntenegru  | engleză    | Slavko Kalezić       | "Space"           | Spațiu                   | 16  | 56     |
| 07     | Finlanda    | engleză    | Norma John           | "Blackbird"       | Mierlă                   | 12  | 92     |
| 08     | Azerbaidjan | engleză    | Dihaj                | "Skeletons"       | Schelete                 | 8   | 150    |
| 09     | Portugal    | portugheză | Salvador Sobral      | "Amar pelos dos"  | Să iubesc pentru amândoi | 1   | 370    |
| 10     | Grecia      | engleză    | Demy                 | "This Is Love"    | Aceasta este iubire      | 10  | 115    |
| 11     | Polonia     | engleză    | Kasia Moś            | "Flashlight"      | Lanternă                 | 9   | 119    |
| 12     | Moldova     | engleză    | SunStroke Project    | "Hey, Mamma!"     | Hei, mama!               | 2   | 291    |
| 13     | Islanda     | engleză    | Svala                | "Paper"           | Hârtie                   | 15  | 60     |
| 14     | Cehia       | engleză    | Martina Bárta        | "My Turn"         | Rândul meu               | 13  | 83     |
| 15     | Cipru       | engleză    | Hovig                | "Gravity"         | Gravitație               | 5   | 164    |
| 16     | Armenia     | engleză    | Artsvik              | "Fly With Me"     | Zboară cu mine           | 7   | 152    |
| 17     | Slovenia    | engleză    | Omar Naber           | "On My Way"       | Pe drum                  | 17  | 36     |
| 18     | Letonia     | engleză    | Triana Park          | "Line"            | Linie                    | 18  | 21     |

### A doua semifinală
Optsprezece țări au participat în cea de-a doua semifinală. Franța, Germania și Ucraina au votat în această semifinală.
| Ordine | Țară       | Limbă             | Artist                            | Cântec                | Traducere             | Loc | Puncte |
| ------ | ---------- | ----------------- | --------------------------------- | --------------------- | --------------------- | --- | ------ |
| 01     | Serbia     | engleză           | Tijana Bogićević                  | "In Too Deep"         | Prea cucerită         | 11  | 98     |
| 02     | Austria    | engleză           | Nathan Trent                      | "Running on Air"      | Alergând pe aer       | 7   | 147    |
| 03     | Macedonia  | engleză           | Jana Burčeska                     | "Dance Alone"         | Dansez singură        | 15  | 69     |
| 04     | Malta      | engleză           | Claudia Faniello                  | "Breathlessly"        | Cu sufletul la gură   | 16  | 55     |
| 05     | România    | engleză           | Ilinca feat. Alex Florea          | "Yodel It!"           | Yodelește!            | 6   | 174    |
| 06     | Olanda     | engleză           | O'G3NE                            | "Lights and Shadows"  | Lumini și umbre       | 4   | 200    |
| 07     | Ungaria    | maghiară3         | Joci Pápai                        | "Origo"               | Origine               | 2   | 231    |
| 08     | Danemarca  | engleză           | Anja Nissen                       | "Where I Am"          | Unde sunt             | 10  | 101    |
| 09     | Irlanda    | engleză           | Brendan Murray                    | "Dying to Try"        | Abia aștept să încerc | 13  | 86     |
| 10     | San Marino | engleză           | Valentina Monetta & Jimmie Wilson | "Spirit of the Night" | Spiritul nopții       | 18  | 1      |
| 11     | Croația    | engleză, italiană | Jaques Houdek                     | "My Friend"           | Prietenul meu         | 8   | 141    |
| 12     | Norvegia   | engleză           | JOWST                             | "Grab the Moment"4    | Prinde momentul       | 5   | 189    |
| 13     | Elveția    | engleză           | Timebelle                         | "Apollo"              | Apollo                | 12  | 97     |
| 14     | Belarus    | bielorusă         | Naviband                          | "Story of My Life"5   | Povestea vieții mele  | 9   | 110    |
| 15     | Bulgaria   | engleză           | Kristian Kostov                   | "Beautiful Mess"      | Dezordine frumoasă    | 1   | 403    |
| 16     | Lituania   | engleză           | Fusedmarc                         | "Rain of Revolution"  | Ploaia revoluției     | 17  | 42     |
| 17     | Estonia    | engleză           | Koit Toome & Laura                | "Verona"              | Verona                | 14  | 85     |
| 18     | Israel     | engleză           | Imri                              | "I Feel Alive"        | Mă simt viu           | 3   | 207    |

### Finala
| Ordine | Țară         | Limbă             | Artist                   | Cântec                 | Traducere                         | Loc | Puncte |
| ------ | ------------ | ----------------- | ------------------------ | ---------------------- | --------------------------------- | --- | ------ |
| 01     | Israel       | engleză           | Imri                     | "I Feel Alive"         | Mă simt viu                       | 23  | 39     |
| 02     | Polonia      | engleză           | Kasia Moś                | "Flashlight"           | Lanternă                          | 22  | 64     |
| 03     | Belarus      | bielorusă         | Naviband                 | "Story of My Life"     | Povestea vieții mele              | 17  | 83     |
| 04     | Austria      | engleză           | Nathan Trent             | "Running on Air"       | Alergând pe aer                   | 16  | 93     |
| 05     | Armenia      | engleză           | Artsvik                  | "Fly With Me"          | Zboară cu mine                    | 18  | 79     |
| 06     | Olanda       | engleză           | O'G3NE                   | "Lights and Shadows"   | Lumini și umbre                   | 11  | 150    |
| 07     | Moldova      | engleză           | SunStroke Project        | "Hey, Mamma!"          | Hei, mama!                        | 3   | 374    |
| 08     | Ungaria      | maghiară          | Joci Pápai               | "Origo"                | Origine                           | 8   | 200    |
| 09     | Italia       | italiană6         | Francesco Gabbani        | "Occidentali's Karma"  | Karma vesticilor                  | 6   | 334    |
| 10     | Danemarca    | engleză           | Anja Nissen              | "Where I Am"           | Unde sunt                         | 20  | 77     |
| 11     | Portugalia   | portugheză        | Salvador Sobral          | "Amar pelos dois"      | Să iubesc pentru amândoi          | 1   | 758    |
| 12     | Azerbaijan   | engleză           | Dihaj                    | "Skeletons"            | Schelete                          | 14  | 120    |
| 13     | Croatia      | engleză, italiană | Jacques Houdek           | "My Friend"            | Prietenul meu                     | 13  | 128    |
| 14     | Australia    | engleză           | Isaiah                   | "Don't Come Easy"      | Nu este ușor                      | 9   | 173    |
| 15     | Grecia       | engleză           | Demy                     | "This Is Love"         | Aceasta este iubire               | 19  | 77     |
| 16     | Spania       | engleză, spaniolă | Manel Navarro            | "Do It For Your Lover" | Fă-o pentru iubitul/iubita tău/ta | 26  | 5      |
| 17     | Norvegia     | engleză           | JOWST                    | "Grab The Moment"      | Prinde momentul                   | 10  | 158    |
| 18     | Regatul Unit | engleză           | Lucie Jones              | "Never Give Up On You" | Niciodată nu renunț la tine       | 15  | 111    |
| 19     | Cipru        | engleză           | Hovig                    | "Gravity"              | Gravitație                        | 21  | 68     |
| 20     | Romania      | engleză           | Ilinca feat. Alex Florea | "Yodel It!"            | Yodelește!                        | 7   | 282    |
| 21     | Germania     | engleză           | Levina                   | "Perfect Life"         | Viața perfectă                    | 25  | 6      |
| 22     | Ucraina      | engleză           | O.Torvald                | "Time"                 | Timp                              | 24  | 36     |
| 23     | Belgia       | engleză           | Blanche                  | "City Lights"          | Luminile orașului                 | 4   | 363    |
| 24     | Suedia       | engleză           | Robin Bengtsson          | "I Can't Go On"        | Nu pot continua                   | 5   | 344    |
| 25     | Bulgaria     | engleză           | Kristian Kostov          | "Beautiful Mess"       | Dezordine frumoasă                | 2   | 615    |
| 26     | Franța       | franceză          | Alma                     | "Requiem"              | Recviem                           | 12  | 135    |

## Alte țări
Pentru a fi eligibilă să ia parte la Concursul Muzical Eurovision 2017, o țară trebuie să fie membru activ al EBU. EBU va invita toate cele 56 de țări, membri activi ai organizației, inclusiv membrul asociat Australia să ia parte la concursul din 2017, din care 43 au confirmat prezența
- Andorra – Televiziunea publică RTVA a anunțat pe data de 19 mai 2016 că nu vor participa în concurs, afirmând că este imposibilă participarea din motive necunoscute.
- Bosnia și Herțegovina – Televiziunea bosniacă a declarat pe 28 septembrie 2016 că nu vor lua parte la concurs din cauza datoriilor pe care le are către EBU.
- Luxemburg – În timp ce RTL Télé Lëtzebuerg a anunțat pe 25 mai 2016 că nu vor participa, Comisia de Petiții a Guvernului din Luxemburg a anunțat pe 21 iunie că au primit o petiție prin care se cere revenirea în concurs. Guvernul luxemburghez a decis să dezbată propunerile din petiție, dar și posibilitatea Luxemburgului de a se întoarce în concurs pe viitor. RTL a reiterat intenția sa de a nu participa pe 22 august.
- Monaco – Televiziunea din Monaco, Télé Monte Carlo, a anunțat pe 19 august 2016 că țara nu va reveni în concurs.
- Rusia - Reprezentanta Rusiei a primit interdicția de a intra în Ucraina timp de 3 ani, deoarece aceasta a cântat la un concert în Crimeea, în 2015 după ce Rusia a anexat teritoriul. Televiziunea națională din Rusia s-a retras din concurs după aceste evenimente, Iulia Samoilova urmând să participe la ediția din 2018.
- Slovacia – Televiziunea din Slovacia, RTVS, a explicat că retragerea din 2012 se datorează costurilor ridicate de participare. Totuși, RTVS a precizat că deși acordă prioritate financiară producțiilor autohtone, iau în calcul revenirea în concurs. Pe 24, octombrie, Slovacia a anunțat că nu va participa la concurs.

## Transmisiuni internaționale și votare

### Comentatori
- Franța – Marianne James și Stéphane Bern (France 2)
- Ucraina – (UA: Pershyi, toate show-urile), (Radio Ucraina, toate show-urile)
- Ungaria – (Duna, toate show-urile)
- Albania - Andri Xhahu (TVSH, RTSH HD)
- Austria - Andi Knoll (ORF eins)
- Estonia - Marko Reikop (ETV)
- Polonia - Artur Orzech (TVP 1, TVP Polonia)

Țări neparticipante
- China – (Hunan TV)